# مونفيراتو
مُنفِراتة أو مُنفراتو أو (نقحرة: مونفيراتو) (Monferrato) منطقة جغرافية بإقليم بيمُنتة بشمال إيطاليا.
تكاد أراضيها تنحصر تقريباً بالطبيعة التلالية، تقع معظمها في مقاطعتي أستي وألساندريا، وتمتد جنوباً من بداية الهيدروغرافية اليمنى لنهر البو حتى تصل إلى أقدام الأبينيني الليغورين على الحدود مع مقاطعة جنوة ومقاطعة سافونا.
يمكن تقسيم مونفيراتو إلى جزئين رئيسيين :
- مُنفِراتة العليا
- مُنفِراتة السفلى